# Dysponetus bidentatus
Dysponetus bidentatus är en ringmaskart som beskrevs av Francis Day 1954. Dysponetus bidentatus ingår i släktet Dysponetus och familjen Chrysopetalidae. Inga underarter finns listade i Catalogue of Life.